# Lohmühleninsel
Die langgestreckte rund 6,5 Hektar umfassende Lohmühleninsel liegt am Ostausgang des Landwehrkanals zur Spree gegenüber dem Osthafen im Berliner Ortsteil Kreuzberg.
Neben der Oberschleuse bietet die Insel denkmalgeschützte Bauten wie das letzte erhaltene Zollhaus oder die erste Berliner Tankstelle mit Raststätte. Drei der vier Inselbrücken stehen gleichfalls unter Denkmalschutz. Interessant ist die Lohmühleninsel ferner als ehemaliges innerdeutsches Grenzgebiet. Der größere Südteil dient heute als Sport- und Freizeitpark.

## Lage und innerdeutsche Grenze

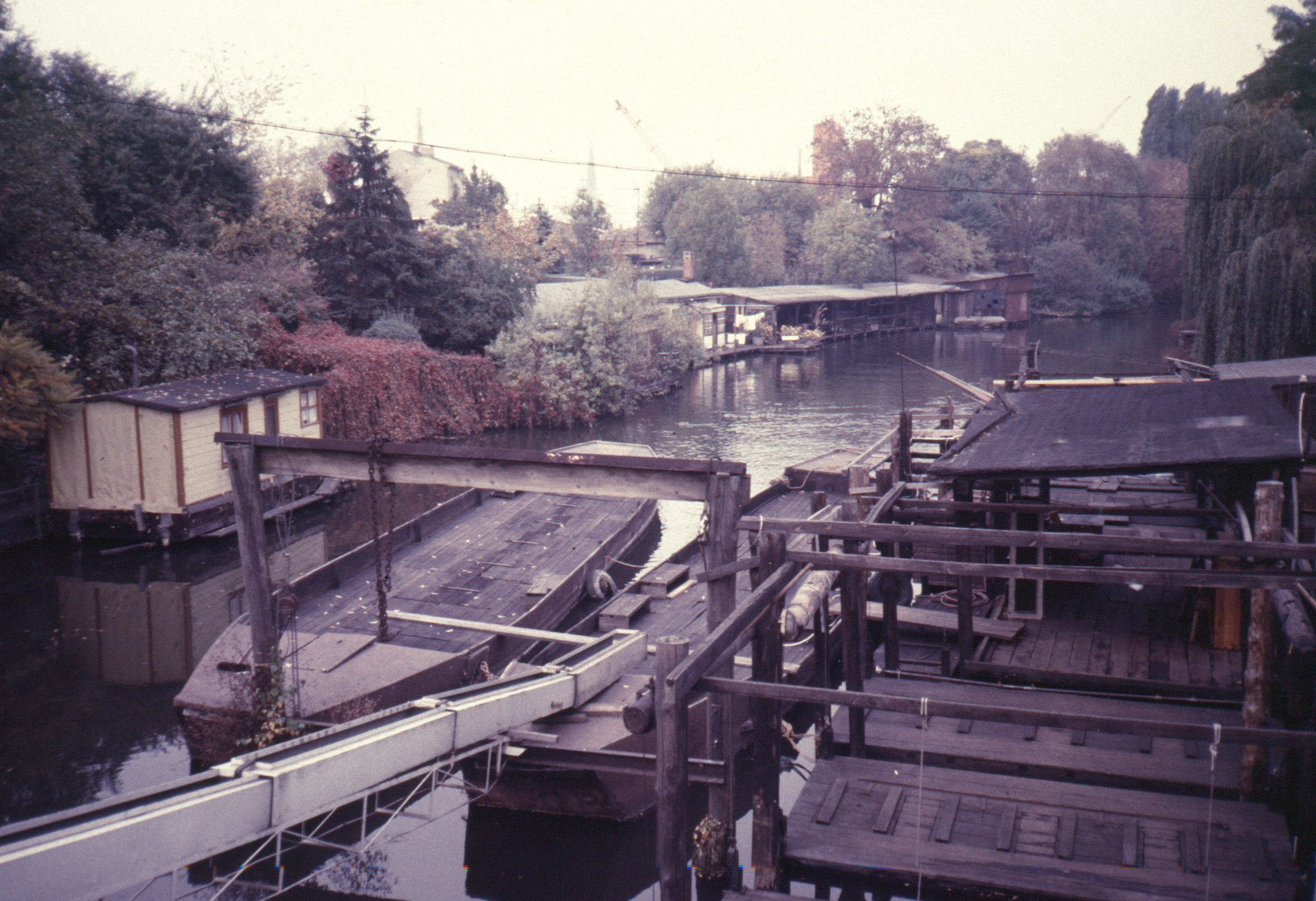
Flutgraben mit Hausbooten an der Lohmühleninsel und Anlagen der bereits auf Treptower Boden gelegenen Fischerei (1986)

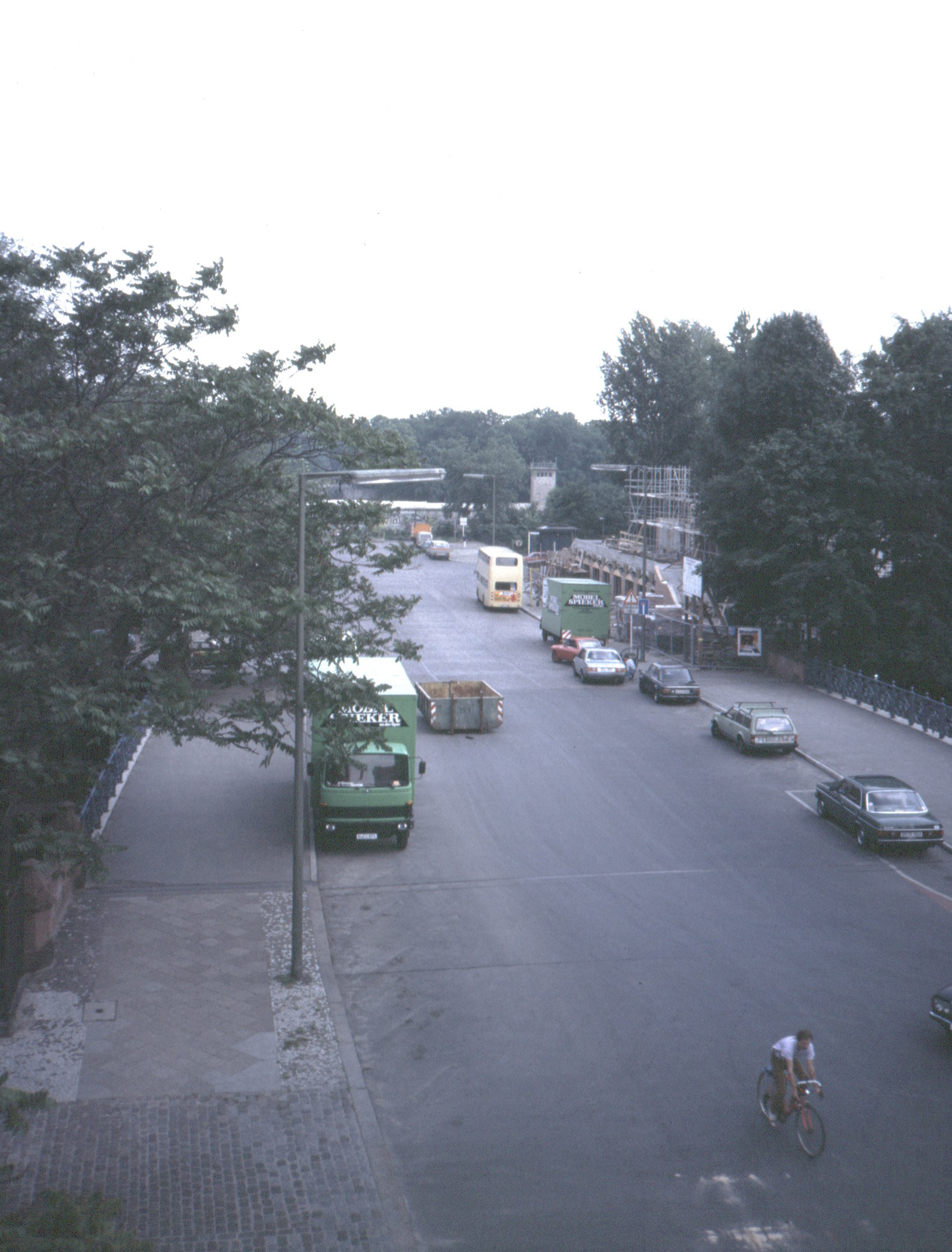
Straße Vor dem Schlesischen Tor, vorn die Schlesische Brücke, mittig die Endstelle der Buslinie 28 vor der Baustelle der Flatow-Sportanlage, im Hintergrund die Mauer mit dem Führungsturm (1987)

Die Insel mit rund 600 Meter Länge und 100 Meter Breite entstand mit dem Landwehrkanal in den Jahren 1845 bis 1850. Ihre Begrenzung bildet nach Westen der Kanal und nach Osten der Flutgraben, der auf Höhe des heutigen Görlitzer Parks vom Landwehrkanal abzweigt und parallel zum Kanal in die Spree mündet. An dem ehemaligen Schaf- oder Floßgraben standen noch 1803 drei Lohmühlen, die Eichen- und Fichtenrinde (Lohe) zu Borkenmehl, einem Zusatzstoff für die Lederherstellung, verarbeiteten. Die nicht erhaltenen Lohmühlen aus der Zeit um 1750 gaben der Insel den Namen.
Der Flutgraben bildet die Grenze zwischen den Ortsteilen Kreuzberg und Alt-Treptow und war somit während der deutschen Teilung Bestandteil der innerdeutschen Grenze zwischen West- und Ostberlin. Auf dessen Ostseite befindet sich im Park Schlesischer Busch einer der letzten erhaltenen und öffentlich zugänglichen Mauer-Führungstürme der DDR-Grenztruppen.

## Baudenkmäler: Akzisehaus und Tankstelle

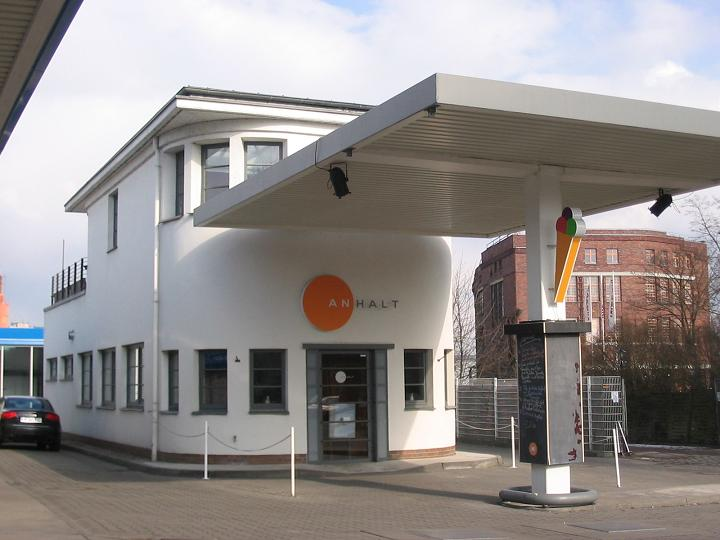
Erste Berliner Tankstelle mit Raststätte von 1928/29

Etwa einen halben Kilometer nordwestlich der Insel lag das Ausfalltor der Stadt in Richtung Provinz Schlesien, das Schlesische Tor (vorher Wendisches Tor) in der Berliner Zollmauer oder Akzisemauer, die im 18. Jahrhundert die Berliner Stadtmauer ersetzte. Als die Stadt über diese Akzisemauer hinauswuchs, wurde die Einziehung der Steuern im 19. Jahrhundert in weit vor den Toren erbaute Akzisehäuser verlagert. Das Steuerhaus der Königlichen Wasserinspektion zur Erhebung der Mehl- und Schlachtsteuern, das Gustav Möller 1859 auf der Lohmühleninsel (Vor dem Schlesischen Tor 3) errichtete, ist als einziges dieser Akzisehäuser erhalten geblieben. Der denkmalgeschützte Ziegelbau beherbergt heute den Club „Æve“ und dient als Wohnhaus. Unter Schutz steht auch die benachbarte Treptower-Tankstelle mit dem Kaffeehaus „Zur Pumpe“ (seit Herbst 2004 unter dem Namen „Anhalt“) als älteste noch erhaltene Berliner Tankstelle, die zudem als erste Tankstelle der Stadt über eine angeschlossene Raststätte verfügte. Das Gebäude wurde 1928–1929 nach Plänen der Architekten Paul Schröder und Max Pohl errichtet.

## Drei denkmalgeschützte Brücken

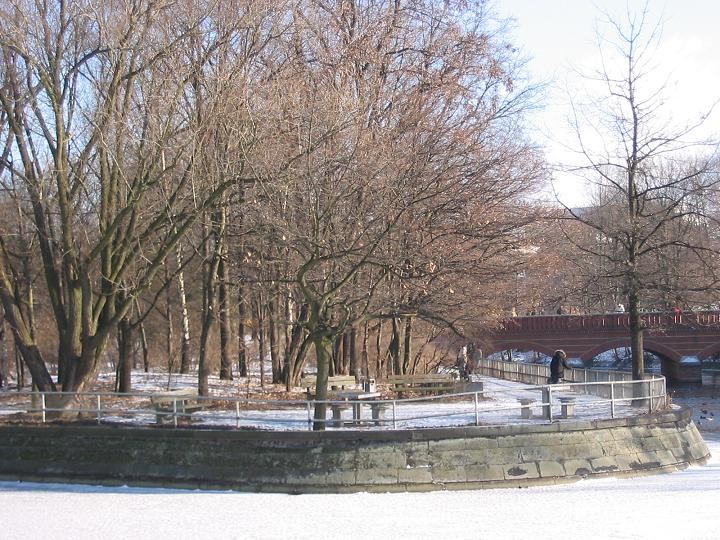
Südspitze der Lohmühleninsel mit Treptower Brücke nach Abzweig des Flutgrabens vom zugefrorenen Landwehrkanal

An das nicht mehr vorhandene Schlesische Tor erinnert das kurze Straßenstück Vor dem Schlesischen Tor, das zwischen den beiden denkmalgeschützten Inselbrücken Schlesische Brücke (Kanal) von 1894/1896 und Obere Freiarchenbrücke (Flutgraben) von 1893/1896 die Ortsteile Kreuzberg und Treptow mit den weiterführenden Straßen Schlesische Straße beziehungsweise Puschkinallee verbindet. Den Namen erhielt die Obere Freiarchenbrücke nach der kleinen Schleuse, die an der Brücke das Niveau zwischen Flutgraben und Spree in Höhe von 20 cm ausgleicht – arche entstammt dem Lateinischen in etwa mit der Bedeutung schiffähnlicher Kasten und fand im Altdeutschen Verwendung auch für Schleuse.
Am Südende der Lohmühleninsel bietet der Ernst-Heilmann-Steg von 1980 auf Kreuzberger sowie die historische Treptower Brücke auf Treptower Seite Fußgängern und Radfahrern einen weiteren Zugang auf die Insel. Der Name des Stegs hält die Erinnerung an den sozialdemokratischen Politiker Ernst Heilmann wach, der 1940 im Konzentrationslager Buchenwald mit einer Giftspritze ermordet wurde.
Insgesamt führen also vier Brücken zur Lohmühleninsel, während die Lohmühlenbrücke von 1920/21 gut einen Kilometer südlich den Neuköllner Schiffahrtskanal kurz vor seiner Einmündung in den Landwehrkanal überspannt. Die Brücke verbindet den Alt-Treptower Lohmühlenplatz am Ende der Lohmühlenstraße mit dem Neuköllner Maybachufer. Der historische Industriekomplex Lohmühlenstraße/Kiefholzstraße wurde nach 1990 rekonstruiert und steht als Industriedenkmal unter Schutz.

## Oberschleuse, Flatowhalle und Sportpark

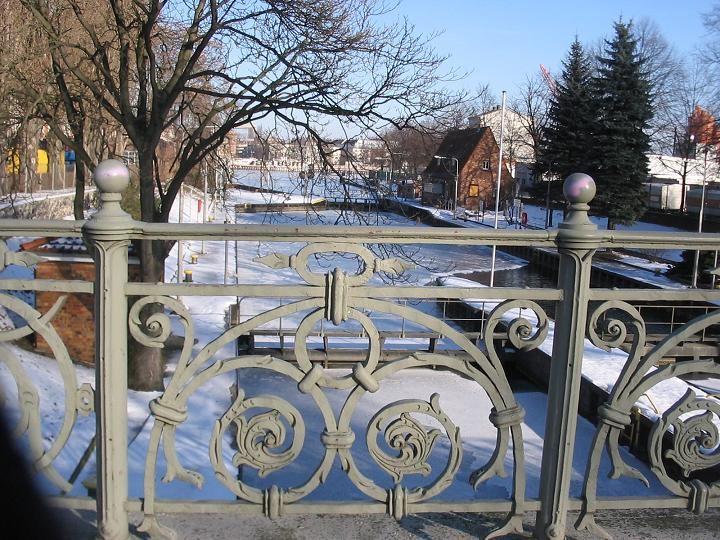
Nordende der Lohmühleninsel (rechts) an der Oberschleuse, Blick von der Schlesischen Brücke mit der Spree im Hintergrund

Im Inselteil nördlich der Straße Vor dem Schlesischen Tor liegen Gewerbeflächen und die Oberschleuse, eine der beiden Schleusen des Landwehrkanals. Südlich grenzt an die Straße die Flatow-Sporthalle, die den Namen der Turner Alfred Flatow und seines Cousins Gustav Felix Flatow trägt. Eine Gedenktafel erinnert an die Sportler und an die Siege, die sie bei den I. Olympischen Sommerspielen 1896 in Athen errangen. Das Gründungsmitglied der Jüdischen Turnerschaft in Deutschland Alfred Flatow kam 1942 im KZ Theresienstadt ums Leben; im Januar 1945 verstarb an gleicher Stelle auch Gustav Felix Flatow.
Die Sporthalle für knapp 200 Zuschauer mit dreiteiligem Tonnendach entstand in den Jahren 1986 bis 1988 nach einem Entwurf der Architekten Stephan und Thomas Dietrich. Das Gebäude grenzt an den Sportpark Lohmühleninsel, der über ein Spielfeld mit Kunstrasenbelag und verschiedene Trainingsmöglichkeiten für Leichtathleten sowie eine Tennisanlage verfügt. Neben dem KSF Umutspor e. V. nutzt die Jugendabteilung von Türkiyemspor Berlin den Platz als Trainings- und gelegentlich als Spielstätte. Zudem hat hier der Berliner Turner-Verein 1850 seinen Sitz. Die Anlage dient ferner dem Schul- und Betriebssport. Ein kleiner parkähnlicher Teil mit öffentlichen Wegen und einem Spielplatz bildet das Südende der Lohmühleninsel.

## Erläuterungen zur historischen Karte von 1902

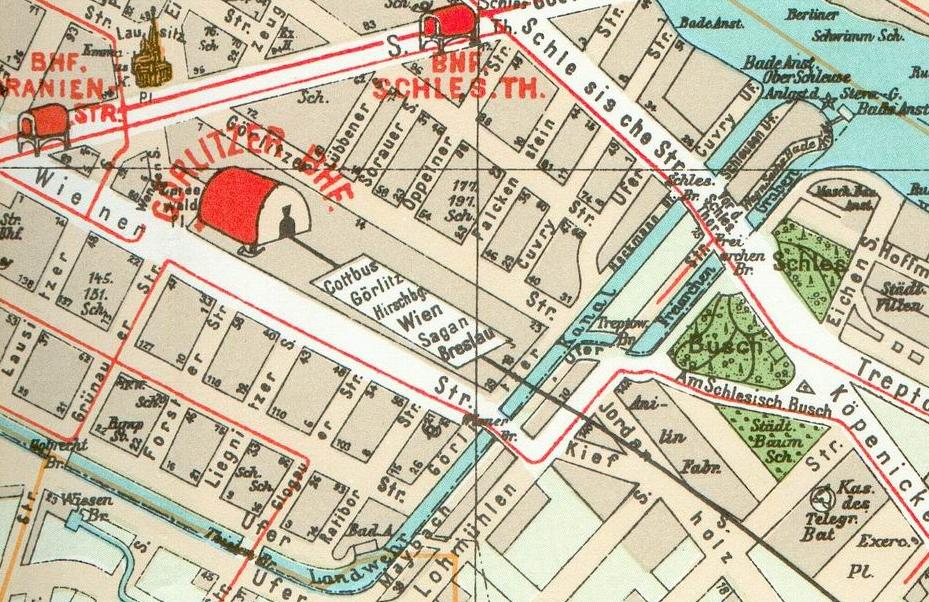
Karte von 1902, Erläuterungen im nebenstehenden Kapitel

Im nebenstehenden Ausschnitt des Pharus-Plans für Berlin von 1902 heißt der heutige Flutgraben noch Freiarchengraben. Der Ernst-Heilmann-Steg gegenüber der Treptower Brücke war zu dieser Zeit noch nicht vorhanden, er wurde erst 1980 errichtet. Das gesamte Gelände des eingezeichneten und endgültig 1976 abgerissenen Görlitzer Bahnhofs bis hin zum Landwehrkanal bildet heute den Görlitzer Park. Auch der Osthafen gegenüber der Lohmühleninsel am Stralauer Spreeufer fehlt auf der Karte, denn er ging erst 1913 in Betrieb. Um die Jahrhundertwende nutzten dieses Ufer verschiedene Schwimm- und Rudervereine, die eingezeichneten Badeanstalten gibt es heute nicht mehr. Ferner fehlt auf dem Plan der Neuköllner Schifffahrtskanal, der 1902 gerade ausgehoben wurde. Er zweigte im unteren Bogen des Landwehrkanals ab und zerteilte unter anderem das Neuköllner Maybachufer, das im Plan im Gegensatz zu heute noch weit nach Alt-Treptow hineinreicht.

## Clubs
Auf der Insel gibt es eine wachsende Anzahl von Clubs. Viele Anwohner an der Lohmühleninsel klagen über den Lärm dieser Clubs entlang des Kanals zwischen Treptow und Kreuzberg. Durch vielfältige Maßnahmen (Einrichtung eines runden Tisches, einer Beschwerdehotline und Benennung von Nachtruhewächtern) wird versucht, gegenzusteuern.